# Nanoarchaeum equitans
Espèce
Nanoarchaeum equitans est l'unique espèce d'archées thermophiles de l'embranchement (phylum) des Nanoarchaeota. Il s'agit de cellules sphériques de très petite taille — environ 400 nm de diamètre — vivant en symbiose ou peut-être comme parasites avec Ignicoccus hospitalis, une archée thermophile du phylum des Crenarchaeota. Ce microorganisme présente le plus petit génome non viral séquencé après Candidatus Carsonella ruddii, avec seulement 490 885 paires de bases. Son statut d'espèce unique d'un phylum à part entière est cependant débattu, car il pourrait en fait s'agir d'une espèce très spécialisée issue de l'ordre des Thermococcales, au sein de l'embranchement des Euryarchaeota.